# Johannes Nicolaus Kuhn
Johannes Nicolaus Kuhn (* 27. Juli 1670 in Schweinfurt; † 13. November 1744 in Hamburg) war ein deutscher Architekt, der insbesondere in Hamburg zahlreiche Gebäude im Stil des Barocks entwarf.

## Leben und Bedeutung
Auf einer Studienreise nach Italien wurde der Zimmergeselle Kuhn vom italienischen Barock inspiriert und erweiterte seine künstlerischen Fähigkeiten. Zu Beginn des 18. Jahrhunderts war Kuhn der einzige professionelle Architekt in der ansonsten von Handwerkern bestimmten Hamburger Bauwirtschaft und genoss als Kenner der barocken Bauweise großes Ansehen. Mit seiner Arbeit gelangte er zu Reichtum. Er wurde in der Hauptkirche St. Jacobi beigesetzt. 

## Werk

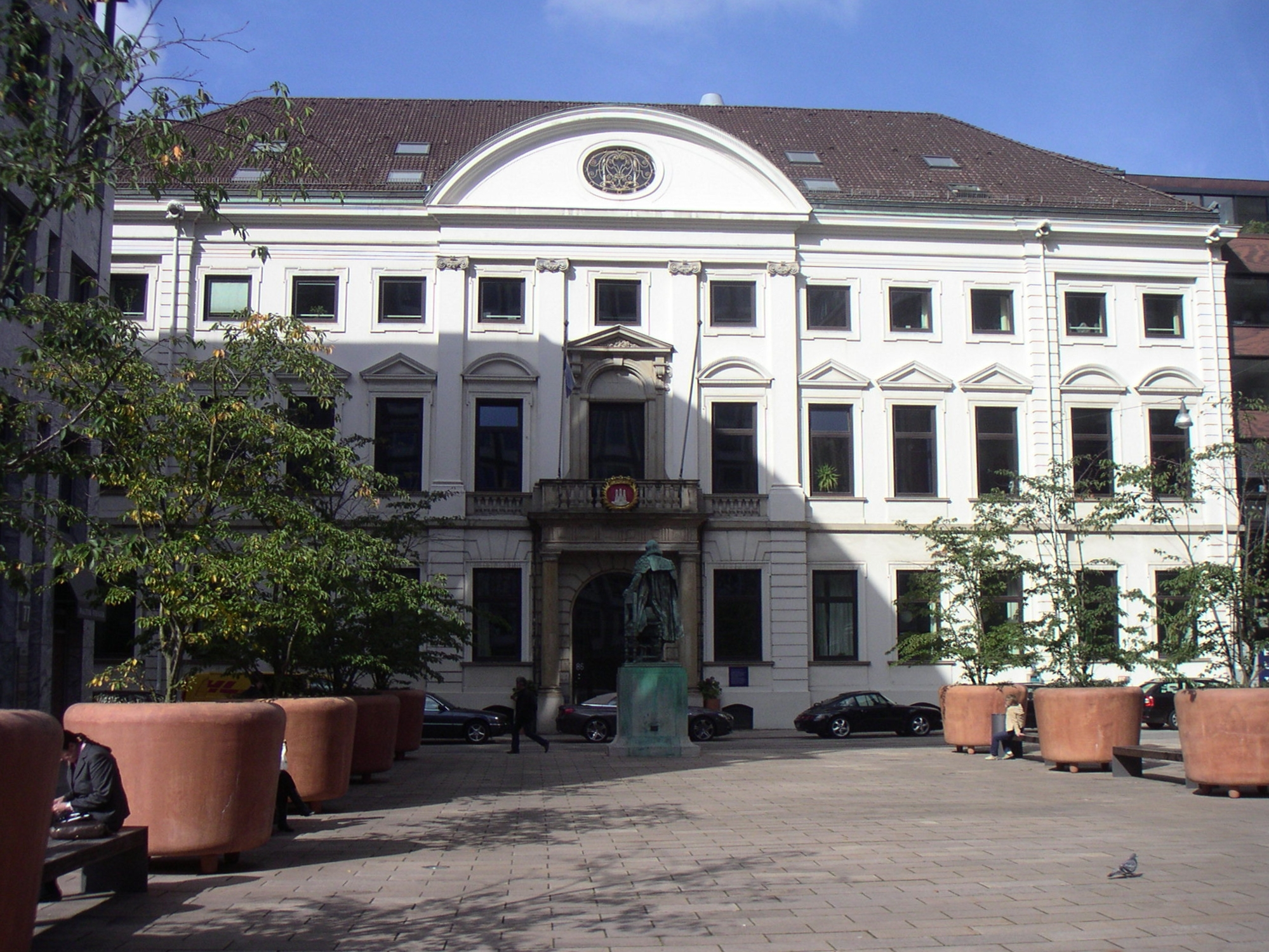
Görtz-Palais
Viele von Kuhn entworfene Gebäude wurden während des Zweiten Weltkriegs in Hamburg zerstört. Hierzu gehörte auch das Görtz-Palais am Neuen Wall, das als seine größte Leistung bewertet wird. Nach der Kriegszerstörung wurde dieses Stadtpalais 1953 wiederaufgebaut.
Weiter erhaltene Werke
- Westfassade der Katharinenkirche in Hamburg
- Westfassade der Jacobikirche in Hamburg
- Nikolaikirche in Hamburg-Billwerder
- Herrenhaus Steinhorst
- Herrenhaus auf Gut Pronstorf (Beteiligung nicht gesichert)